# 共享軟體
共享軟體（shareware）是一类不開放原始程式碼的電腦軟件，也是一类专有软件，通常通过网站分发供用户免费下载，最初只需很少或无需费用供用户试用。用户所获得的软件可能是完整的功能，也可能不是完整的（比如限制部分功能可用、在有限的时间内使用、文档不完整等），在试用后可付款给开发人员再得到完整的软件。共享软件不同于免费软件、免费的开源软件、自由软件。
商業用途（commercial use）的共享軟體采用先試后買（try before you buy）的模式，為軟體使用者提供有限期的（或者部分功能受限的）免費試用，用以評測是否符合自己的使用需求，繼而決定是否購買授權而繼續使用該軟體。
而非商業用途（non-commercial use）的共享軟體，多半是免付費軟體（freeware），業餘程式設計愛好者「展示」其設計才華，或者提供其他軟體玩家免費的服務。
「共享軟體」一詞首見於1980年代，由美國程式設計師Bob Wallace所創的，1983年他離開了微軟並自立門戶，開創了QuickSoft，跟著他寫了一個文書處理軟體，名為「PC-Write」，並稱這是一個「Shareware」，「PC-Write」成為首個被稱呼為「共享軟體」的程式。

## 類型

### 試用軟體或展示版軟體
試用軟體或展示版軟體（Trialware、Demo Software、Trial Software、Demoware）為軟體開發者給予用戶一段試用時間，不少軟體期間所有功能也有開啟，有時可能會將一些進階功能關掉，過了一段時間後軟體會停止運作或功能大大限制，用戶必須付款以解除限制。

### 殘廢軟件、有限制的軟件
殘廢軟件、有限制的軟件（Crippleware）指的是用戶可以試用這個軟件，不過不少重要或有用的功能也被關閉，用戶要購買後才能開啟這些功能。

### 廣告軟件、廣告贊助軟體
廣告軟件、廣告贊助軟體（Adware、Ad-supported software）附帶宣傳廣告，有些偽裝成免費軟件，事實上附帶間諜軟件（Spyware），是惡意軟件（Malware）之一。廣告軟件可能被人界定為免費軟件或共享軟件，通常視乎廣告擾人的程度，軟件重於謀利或維持發展等。

### 提醒型軟件
提醒型軟件、嘮叨軟件（Nagware、Annoyware、Begware）提供完整的功能，但不斷提醒或嘮叨用戶通過支付費用來註冊它。它經常通過當用戶啟動程序，或當用戶使用這個程序時間歇地彈出一條信息來提醒。這些信息能夠顯示作為Windows屏幕朦朧的部分或能夠迅速被關閉的信息框。提醒型軟件可能被人界定為免費軟件或共享軟件，通常視乎嘮叨程度有多高，軟件重於謀利或維持發展等。

## 外部連結
- CNSW中国共享软件联盟
- Association of Shareware Professionals（国际共享软件协会） （页面存档备份，存于）
- 软行天下-中国共享软件注册中心 （页面存档备份，存于）